# 25 Heures de Thunderhill
Les 25 Heures de Thunderhill sont une épreuve d’endurance organisée chaque année lors du premier week-end de décembre en Californie du Nord, au Thunderhill Raceway Park (en), à proximité de la petite ville de Willows. Cette course est le plus long événement sur circuit fermé aux États-Unis.
Elle se déroule depuis 2003, sous l’égide de la National Auto Sport Association (en). Elle succède à l’épreuve Timex 12 Heures de Thunderhill qui s’est déroulée entre 1998 et 2002.